# یواس‌اس توهی (ای‌ام-۳۸۸)
یواس‌اس توهی (ای‌ام-۳۸۸) (به انگلیسی: USS Towhee (AM-388)) یک کشتی بود که طول آن ۲۲۱ فوت ۳ اینچ (۶۷٫۴۴ متر) بود. این کشتی در سال ۱۹۴۵ ساخته شد.